# Rio Bria
Il Rio Bria o Rio di Tires (Breibach, Braibach o Tierser Bach in tedesco) nasce nei pressi del Passo Nigra in Alto Adige. Scorre nella val di Tires e confluisce dopo circa 15 chilometri da sinistra nel fiume Isarco a Prato all'Isarco.

## Toponimo
Il nome è attestato come fluvius Pria nel 1027 (però si tratta di interpolazione tardiva in un documento falsificato nel tardo XIII secolo), come steg über den Prein nel 1390 e come Preipach nel 1497 e nel 1520 e deriva dal etimo tardolatino *pirâriu ("piantaggione di peri").